# Acanthobasidium
Acanthobasidium is een geslacht van schimmels uit de familie Stereaceae. Het geslacht is in 1966 beschreven door de mycoloog Franz Oberwinkler.. De schimmels groeien meestal op dode grassen of dode, kruidachtige planten en produceren witrot. De typesoort van het geslacht is Acanthobasidium delicatum.

## Soorten
Volgens Index Fungorum telt het geslacht zeven soorten (peildatum december 2023):
| Soortnaam                                   | Auteur(s)                                                       | Publicatiejaar |
| ------------------------------------------- | --------------------------------------------------------------- | -------------- |
| Acanthobasidium bambusicola                 | L.D. Dai & S.H. He                                              | 2016           |
| Acanthobasidium delicatum (Zeggemeelwaasje) | (Wakef.) Oberw. ex Jülich                                       | 1979           |
| Acanthobasidium norvegicum                  | (J. Erikss. & Ryvarden) Boidin, Lanq., Cand., Gilles & Hugueney | 1986           |
| Acanthobasidium penicillatum                | (Burt) Sheng H. Wu                                              | 2010           |
| Acanthobasidium phragmitis (Rietmeelwaasje) | Boidin, Lanq., Cand., Gilles & Hugueney                         | 1986           |
| Acanthobasidium quilae                      | (Gorjón, Gresl. & Rajchenb.) Rajchenb. & Pildain                | 2021           |
| Acanthobasidium weirii                      | (Burt) L.D. Dai & S.H. He                                       | 2016           |